# 1212
Năm 1212 là một năm trong lịch Julius.